# Blaak 10
Blaak 10, Rotterdam is een monumentaal pand aan de Blaak in de Stadsdriehoek met de vestiging van de Willem de Kooning Academie sinds begin jaren 1980, en een rijksmonument. Dit gebouw was daarvoor een bankgebouw, het hoofdkantoor van R. Mees & Zoonen die sinds halverwege de 18e eeuw op deze plek waren gevestigd.
Dit gebouw heeft een uitgebreide bouwhistorie. Sinds 1745 bezat de bank een pand op de Zuidblaak, het tweede pand van de hoek met de Gapersteeg. In 1904 is daar een nieuw bankgebouw gekomen op de plek van het tweede, derde en vierde pand. In de periode 1928-1934 is dit pand sterk uitgebreid tot het huidige trapeziumvormig grondvlak aan de Zuidblaak, Vissteeg en de Wijnstraat.  
Het ontwerp in 1904 van buitengevel en interieur was gemaakt door de architecten Christiaan Posthumus Meyjes sr., Gerrit Pelt en Rott. In 1928 hebben de architecten A.J. Kropholler en A.A. Nieuwenhuijzen daar een groter gebouw omheen ontworpen, waarin diverse monumentale interieurdelen zijn opgenomen. 

## Fotogalerij

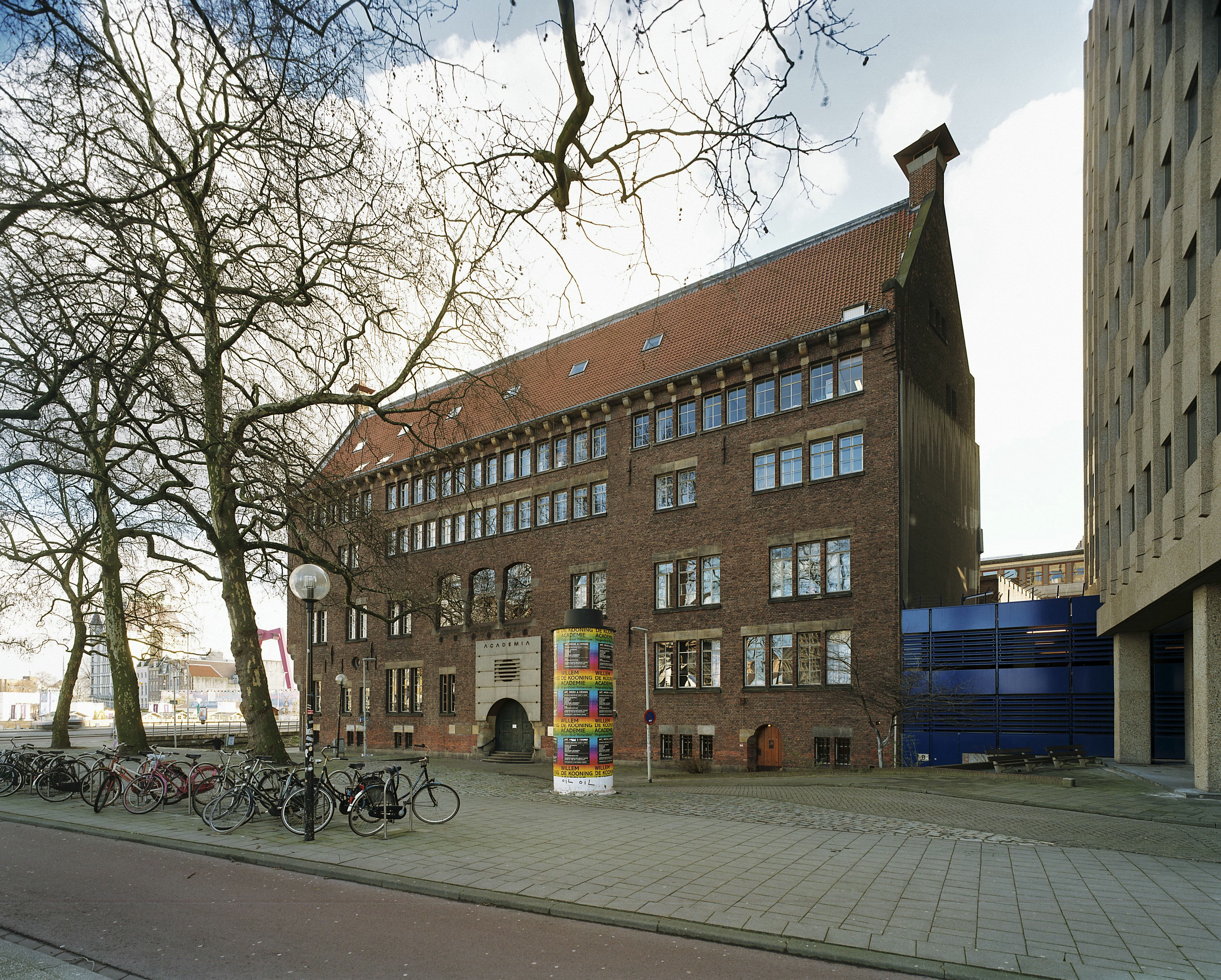
Overzicht voorgevel aan de Blaak
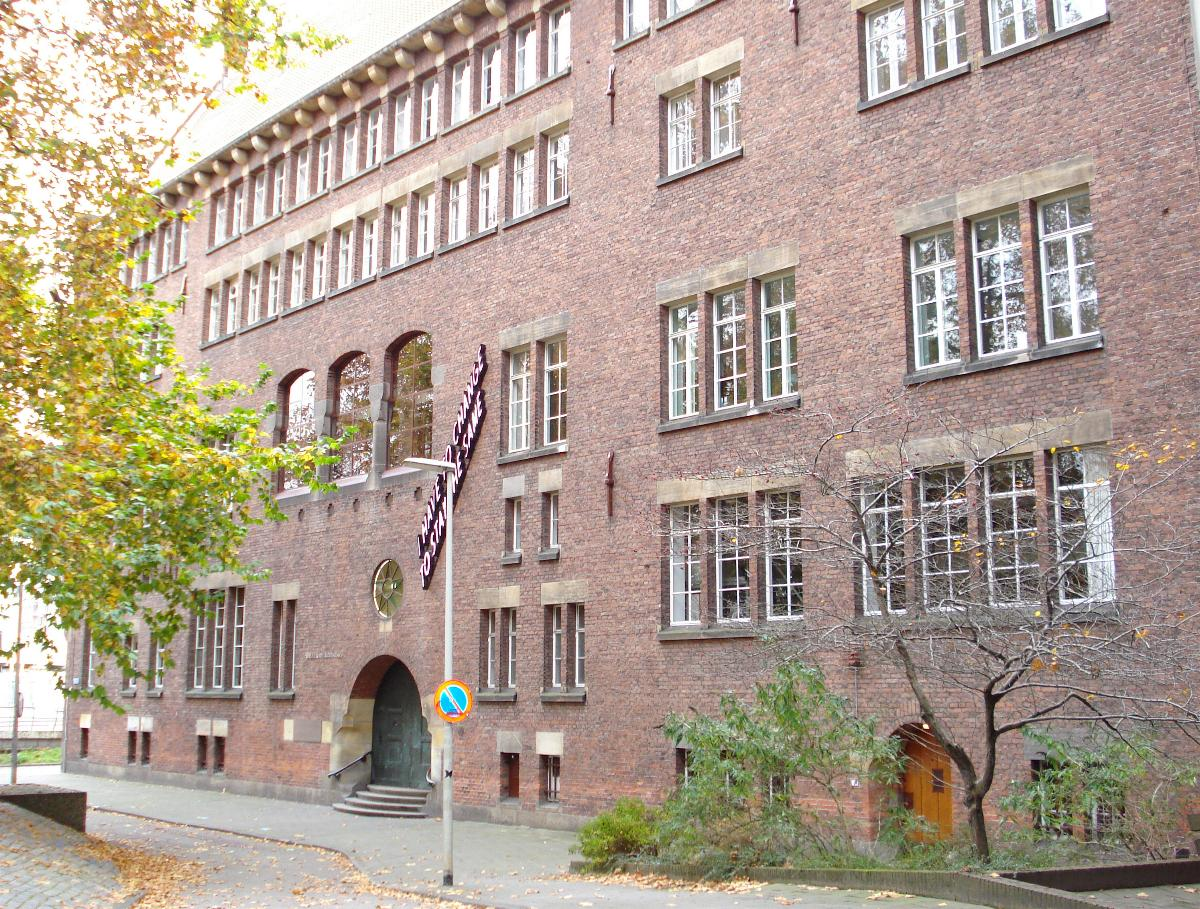
Hoofdingang aan de Blaak
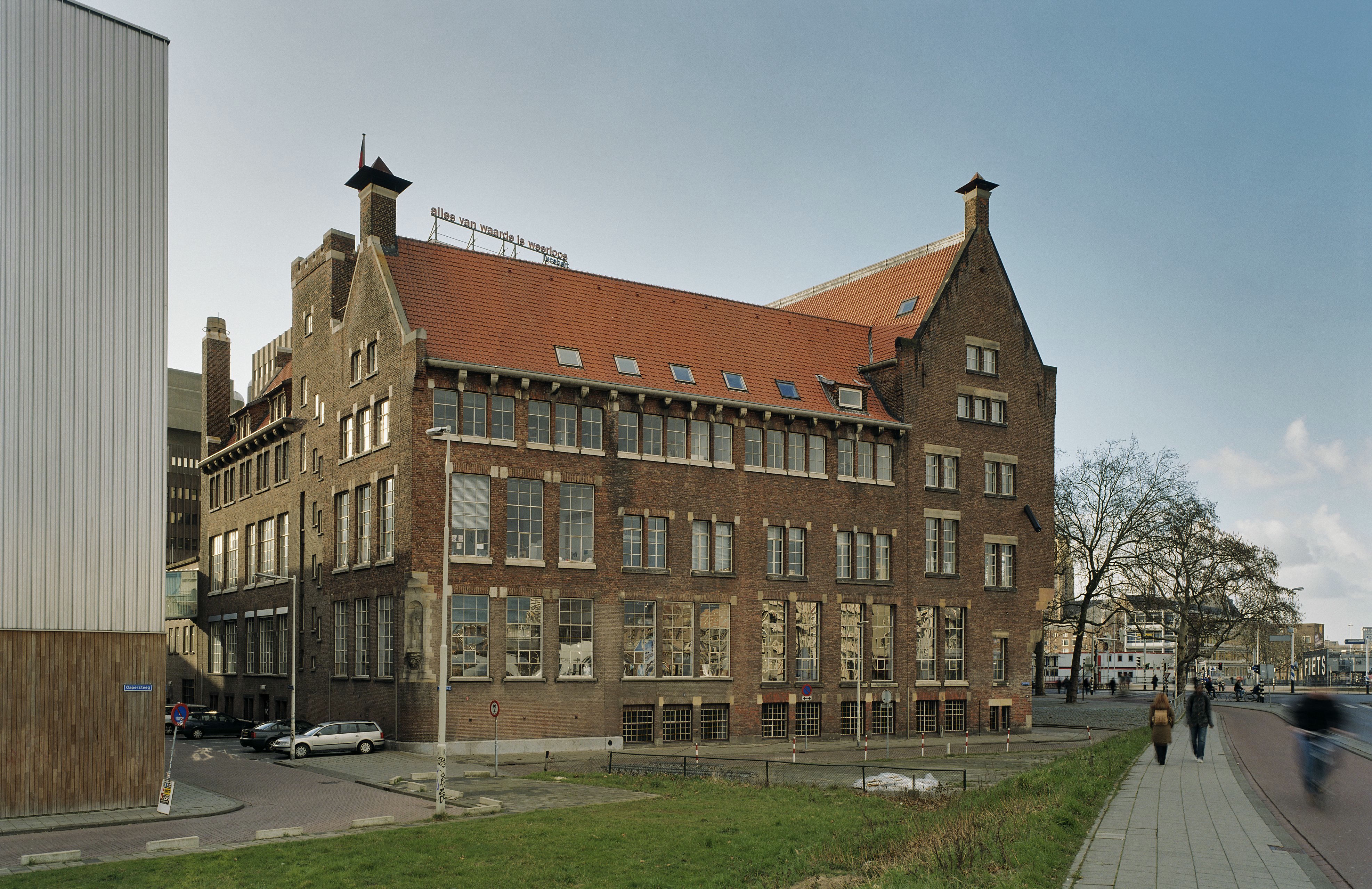
Achter- en zijgevel aan Wijnstraat en Vissteeg
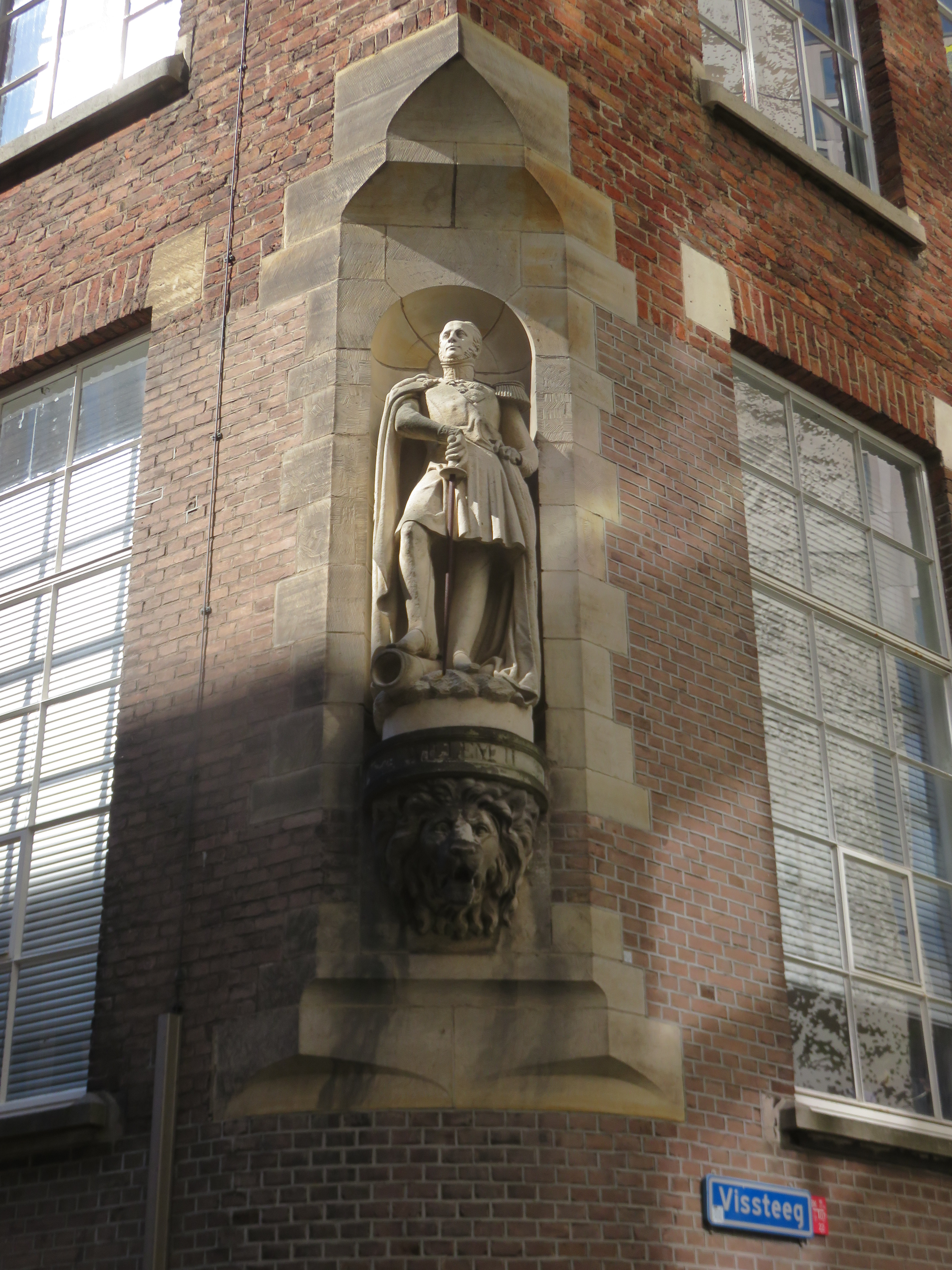
Gevelbeeld van Koning Willem II